# Queda hydrovatoides
Queda hydrovatoides är en skalbaggsart som beskrevs av Zimmermann 1921. Queda hydrovatoides ingår i släktet Queda och familjen dykare. Inga underarter finns listade i Catalogue of Life.